# Bart Groothuis
Bart Groothuis (Reutum, 1 januari 1981) is een Nederlands politicus namens de VVD. Sinds februari 2020 is hij lid van het Europees Parlement. Groothuis is naast VVD'er ook lid van de Partij van de Alliantie van Liberalen en Democraten voor Europa, die deel uitmaakt van de Europese fractie Renew Europe.

## Loopbaan
Groothuis werd geboren op 1 januari 1981 in het Overijsselse dorp Reutum, waar hij ook opgroeide en waar zijn ouders een bedrijfje runden. Hij ging naar de middelbare school Canisius. Groothuis studeerde tot 2006 economie en geschiedenis aan de Radboud Universiteit Nijmegen. Daar was hij lid van de NSV Ovum Novum en de NSHC Apeliotes. Groothuis was actief in de JOVD. Hij volgde in 2006 daarnaast een opleiding internationale betrekkingen bij Instituut Clingendael. Van 2007 tot 2009 was hij persoonlijk medewerker van Tweede Kamerlid Henk Kamp. Hierna was hij werkzaam bij het team Afghanistan van het ministerie van Defensie. Van april 2013 tot juni 2014 was hij daar werkzaam voor het Bureau Cyber Security als plaatsvervangend hoofd en daarna tot 2020 als permanent hoofd. Daarnaast was hij een van de schrijvers van het programma van de VVD voor de Tweede Kamerverkiezingen van 2010.
Bij de Europese Parlementsverkiezingen van 2019 werd Groothuis namens de VVD met 21.353 voorkeurstemmen verkozen als nummer vier op de kandidatenlijst. Omdat Liesje Schreinemacher, de nummer vijf, echter meer voorkeurstemmen gekregen had, kwam zij in het Europees Parlement. Groothuis was lid van de commissie die het verkiezingsprogramma had geschreven. Op 11 februari 2020 werd hij met terugwerkende kracht per 1 februari benoemd in het Europees Parlement toen de VVD een extra zetel kreeg na de Brexit. De drie zetels die Nederland vanwege de Brexit ontving werden door de Kiesraad verdeeld als restzetels van de vorige verkiezingen. Binnen de VVD voert Groothuis het woord over defensie, technologie, geopolitiek, energie, industrie, digitalisering en cyber.
Toen een aantal kranten waaronder The New York Times in april 2020 meldden dat in een Europees rapport conclusies over Chinese desinformatie waren afgezwakt onder Chinese druk, vroeg Groothuis in een brief aan Josep Borrell om opheldering. Nog een aantal parlementsleden ondertekenden zijn brief. Daarnaast pleitte hij voor het opsporen van en opleggen van sancties aan de mensen achter de Chinese trollen en bots. Naar aanleiding van de Russische invasie van Oekraïne in 2022 riep Groothuis op tot meer Europese militaire samenwerking. Hij stelde voor €200 miljard uit het coronaherstelfonds van de Europese Unie (EU) te besteden aan defensie en hij sprak zijn steun uit voor de oprichting van een Europese Veiligheidsraad, onafhankelijke van de EU, op de lange termijn.
Groothuis werd benoemd tot cybersecurityrapporteur voor het parlement om aan een vernieuwde NIB-richtlijn, een verzameling van cybersecurityregels, te werken met de naam NIS2. De nieuwe richtlijn moest ervoor zorgen dat de regels in meer sectoren gaan gelden en dat het gemakkelijker zou worden voor overheden en bedrijven om informatie over bedreigingen op het gebied van computerbeveiliging te delen. Volgens Groothuis konden organisaties daar terughoudend in zijn vanwege de Algemene verordening gegevensbescherming. Daarnaast bevat NIS2 boetes voor bedrijven die zich onvoldoende beschermen tegen cyberaanvallen. Het Europees Parlement stemde in met de richtlijn op 10 november 2022. Hij waarschuwde in maart 2024 voor het risico dat het met kwantumcomputers mogelijk zou worden door computerbeveiliging heen te breken.
Begin 2023 werd Groothuis samen met een aantal andere personen en organsiaties aan de Iraanse sanctielijst toegevoegd voor het ondersteunen en aanmoedigen van terrorisme. Dit was in reactie op Europese sancties tegen het regime naar aanleiding van het neerslaan van protesten in Iran. Groothuis had gepleit om de Iraanse Revolutionaire Garde aan te merken als een terroristische organisatie.

### Commissies en delegaties
- Delegatie voor de betrekkingen met Iran (lid sinds maart 2020, ondervoorzitter sinds juli 2020)
- Commissie industrie, onderzoek en energie (lid sinds maart 2020)
- Bijzondere Commissie buitenlandse inmenging in alle democratische processen in de Europese Unie, met inbegrip van desinformatie (lid sinds september 2020)[21]
- Commissie buitenlandse zaken (plaatsvervangers sinds februari 2020)
- Subcommissie veiligheid en defensie (plaatsvervanger sinds februari 2020)
- Delegatie voor de betrekkingen met de Parlementaire Vergadering van de NAVO (plaatsvervanger sinds februari 2020)[22]

## Politieke standpunten
Volgens Groothuis loopt de Europese wetgeving op het gebied van de digitalisering achter op de innovaties en is de Europese technologiesector ingehaald door die van andere werelddelen. Hij heeft zorgen geuit over technologische afhankelijkheid van landen zoals China vanwege het toenemende belang van technologie voor macht. Hij is voorstander van Europese investeringen om dit tegen te gaan. Daarnaast heeft Groothuis geopperd voor een krachtige Europese defensie als afschrikking voor aanvallen, maar hij is tegenstander van een Europees leger.

## Privéleven
Groothuis heeft een vrouw, die hij heeft ontmoet in 2004, en ze hebben twee dochters. In zijn jeugd voetbalde hij bij de lokale club VV Reutum. Groothuis is lid van een lokale afdeling van de Lions Club.

## Publicaties
- Groothuis, Bart, Overheden moeten (corona)hackers veel meer op de huid zitten. Trouw (3 mei 2020).
- Groothuis, Bart; Nagtegaal-van Doorn, Caroline, Waar blijft antwoord EU op China's nieuwe financiële wereldorde?. Het Financieele Dagblad (5 augustus 2020).

Malik Azmani · Bart Groothuis  · Jan Huitema · Caroline Nagtegaal-van Doorn · Catharina Rinzema
Malik Azmani (VVD) · 
Jeannette Baljeu (VVD) · 
Tom Berendsen (CDA) ·
Brigitte van den Berg (D66) ·
Rachel Blom (PVV) · 
Anouk van Brug (VVD) · 
Mohammed Chahim (PvdA) · 
Ton Diepeveen (PVV) · 
Marieke Ehlers (PVV) · 
Bas Eickhout (GL) ·
Raquel García Hermida-van der Walle (D66) ·
Gerben-Jan Gerbrandy (D66) ·
Dirk Gotink (NSC) ·
Bart Groothuis (VVD) ·  
Anja Hazekamp (PvdD) · 
Sebastian Kruis (PVV) · 
Ingeborg ter Laak (CDA) ·
Reinier van Lanschot (Volt) ·
Jessika van Leeuwen (BBB) · 
Jeroen Lenaers (CDA) ·
Marit Maij (PvdA) · 
Thijs Reuten (PvdA) · 
Bert-Jan Ruissen (SGP) · 
Sander Smit (BBB) · 
Kim van Sparrentak (GL) ·
Sebastiaan Stöteler (PVV) · 
Tineke Strik (GL) ·
Anna Strolenberg (Volt) ·
Catarina Vieira (GL) ·
Lara Wolters (PvdA) · 
Auke Zijlstra (PVV)
de delegatieleiders staan vet weergegeven
- Parlement.com: vkyiifr7v8x5
- Virtual International Authority File: 286444094